# Rimons
 Rimons  là một xã thuộc tỉnh Gironde trong vùng Aquitaine tây nam nước Pháp. Xã này nằm ở khu vực có độ cao từ 29-106 mét trên mực nước biển.
Theo điều tra dân số của INSEE năm 2006 có dân số 195 người. Diện tích là 14,38 km2.